# Храм Троицы Живоначальной в Троицкой слободе
Храм Троицы Живоначальной в Троицкой слободе у Троицкого подворья, Троицкое подворье на Самотёке — православный храм, принадлежащий к Сретенскому благочинию Московской городской епархии Русской Православной Церкви.
Храм является Московским подворьем Троице-Сергиевой лавры.
Находится по адресу: Второй Троицкий переулок, 8, стр. 1.

## История
Троицкая слобода изначально принадлежала селу Непрудному, потом в ней обосновались переяславские ямщики, а в 1609 году по указу царя Василия Шуйского эта земля была пожалована Троицкому монастырю в память о героическом стоянии лавры за веру и Отечество в Смутное время польско-литовского разорения. Монастырь организовал на ней своё подворье. Троицкая слобода принадлежала монастырю до революции 1917 года.
Деревянная церковь с приделом во имя Сергия и Никона Радонежского была построена в 1633 году. Церковь перестроили в 1688 году, но она по прежнему оставалась деревянной. В 1696 году деревянную церковь разобрали и на её месте построили каменную. Придел Владимирской иконы Божией Матери пристроили к трапезной в 1851 году по проекту архитектора Алексея Мартынова.
В 1766 году настоятелем лавры стал наставник наследника престола Павла I архимандрит Платон (Левшин) — будущий митрополит Московский и Коломенский. Он активно принялся за благоустройство Троицкого подворья. В 1760—1767 годах на территории подворья был выстроен двухэтажный каменный дом архимандрита Троице-Сергиевой лавры (митрополичьи палаты) (по проекту зодчего Василия Яковлева). В доме было пятнадцать жилых покоев, а также домовый храм во имя святых апостолов Петра и Павла. В 1875 году здание было перестроено, и его фасад получил новую архитектурную обработку, предположительно по проекту архитектора и реставратора Николая Никитина.
С 1815 по 1923 год подворье являлось постоянной резиденцией митрополитов Московских. Сорок шесть лет (с 1821 по 1867 год) прожил на подворье святитель Филарет (Дроздов). С 1868 года подворье стало резиденцией святителя Иннокентия (Вениаминова-Попова), в 1879—1882 годах здесь проживал митрополит Макарий (Булгаков). В разные годы своего земного служения посещали это место и проживали здесь святитель Игнатий (Брянчанинов), священномученик Владимир (Богоявленский), святитель Макарий (Невский).
На Троицкое подворье 5 ноября 1917 года будущий священномученик митрополит Киевский и Галицкий Владимир принёс митрополиту Московскому и Коломенскому Тихону (Белавину) весть об избрании его на патриарший престол. Патриарх Тихон жил на подворье с 1918 по 1922 год до переезда в Донской монастырь. Сразу после его отъезда, 19 мая 1922 года подворье было упразднено, здания были захвачены обновленческим Высшим церковным управлением, затем переданы светским учреждениям.
Храм закрыт предположительно в 1924 году, с него сняты кресты и частично демонтированы купола. С 1960 по 1970 годы в здании храма помещалось монтажное управление.
В 70-е годы в здании располагался детский сад.
К Московской олимпиаде Троицкую слободу снесли и около церкви сделали насыпь. Открылся прекрасный вид на храм с Самотёчного бульвара, но интереснейший самобытный уголок Москвы — Троицкая слобода — был безвозвратно утерян. Помещение храма были переданы Министерству культуры РСФСР, которое отдало здание Московскому государственному симфоническому оркестру.
В 1992 году указом патриарха Московского и всея Руси Алексия II деятельность подворья была возобновлена. Настоятелем был назначен иеромонах Лонгин (Корчагин).
24 июля 1993 года, в день памяти святой равноапостольной великой княгини Ольги, состоялась первая литургия в храме Живоначальной Троицы — во Владимирском приделе. 1 мая 1994 года, на Пасху, была совершена первая литургия в центральном приделе Троицкого храма. В том же году на колокольне храма были установлены колокола.
В середине 1990-х годов подворью возвращено здание митрополичьих палат.
15 апреля 2000 года патриарх Алексий II совершил великое освящение храма Живоначальной Троицы.
23 июня 2011 года была совершена первая литургия в отреставрированном домовом храме в честь Первосвятителей Московских, расположенном в митрополичьих палатах.

## Духовенство
- Игумен Севастиан (Терентьев), настоятель
- Иеромонах Тихон (Васильев).
- Иеромонах Августин (Иванов).
- Протоиерей Сергий Барицкий.
- Священник Леонид Трусов.
- Иеродиакон Савва (Виноградов).
- Священник Антоний Золотухин[4].

## Престолы
- Троицы Живоначальной
- Преподобных Сергия и Никона Радонежских
- Владимирской иконы Божией Матери
- Святителей Московских
- Иверской иконы Божией Матери